# Rödnosspindel
Rödnosspindel (Talavera petrensis) är en spindelart som först beskrevs av Koch C.L. 1837.  Rödnosspindel ingår i släktet Talavera och familjen hoppspindlar. Arten är reproducerande i Sverige. Inga underarter finns listade i Catalogue of Life.